# 刘能元
刘能元（？—），江西于都人，中华人民共和国政治人物，曾任中华全国学生联合会主席，中华全国青年联合会副主席。

## 生平
1977年加入中国共产党。1981年至1988年就读于北京大学经济学系，曾任北大学生会主席。1983年至1990年任全国学联主席，全国青联副主席。
2012年7月起任上海期货交易所总经理。